# CureVac
CureVac N.V. és una empresa biofarmacèutica alemanya, amb domicili legal als Països Baixos i amb seu a Tübingen, Alemanya, que desenvolupa teràpies basades en ARN missatger (ARNm). La companyia se centra en el desenvolupament de vacunes per a malalties infeccioses i medicaments per tractar el càncer i malalties rares. Fundada el 2000 per Ingmar Hoerr (CEO), Steve Pascolo (CSO), Florian von der Mulbe (COO), Günther Jung i Hans-Georg Rammensee, CureVac tenia aproximadament 240 empleats el novembre del 2015 i 375 el maig del 2018.
CureVac ha entrat en diverses col·laboracions amb organitzacions, inclosos acords amb Boehringer Ingelheim, Sanofi Pasteur, Johnson & Johnson, Genmab, la Fundació Bill i Melinda Gates, Eli Lilly and Company, GlaxoSmithKline, la Coalició per a les Innovacions en Preparació per Epidèmies, la Iniciativa internacional de vacuna contra la SIDA i el govern d'Alemanya.
El gener de 2021, CureVac va anunciar una col·laboració en desenvolupament clínic per a la seva vacuna contra la COVID-19, anomenada CVnCoV (ingredient actiu zorecimeran), amb la multinacional farmacèutica Bayer. A desembre de 2020, CVnCoV estava en un assaig clínic de fase III amb 36.500 participants a Alemanya.